# Canal das Pirâmides

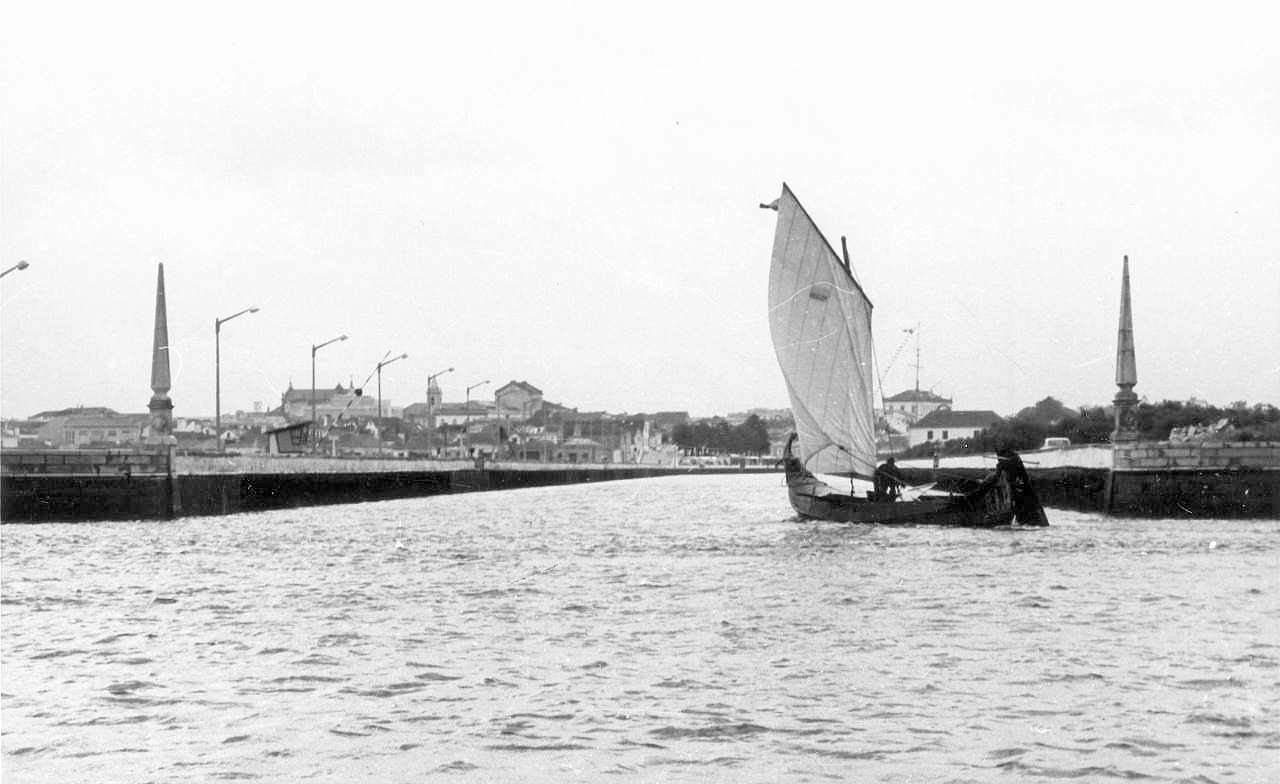
Entrada do Canal das Pirâmides (c. 1950). Nas margens, são visíveis os obeliscos que lhe deram o nome.

O Canal das Pirâmides é um canal que existe na cidade de Aveiro, Portugal, entre a Ria de Aveiro e o Canal Central.
Este é o principal acesso marítimo para o centro da cidade, através da eclusa e ponte basculante situadas na sua extremidade noroeste, que ligam a Ria aos canais do centro de Aveiro.
O Canal das Pirâmides foi construído durante o séc. XVIII e foi nomeado em alusão à forma piramidal dos montes de sal existentes nas salinas das suas margens, principalmente, da Salina da Troncalhada. Este nome faz também alusão aos dois obeliscos situados nas margens do canal, próximos à ponte basculante, que marcam a entrada marítima da cidade.
Este canal é um dos principais locais turísticos da cidade, circulando nele vários passeios de moliceiro.